# Saint-Cyprien, Lot
Saint-Cyprien är en kommun i departementet Lot i regionen Occitanien i södra Frankrike. Kommunen ligger i kantonen Montcuq som tillhör arrondissementet Cahors. År 2018 hade Saint-Cyprien 255 invånare.

## Befolkningsutveckling
Antalet invånare i kommunen Saint-Cyprien
| Referens: INSEE |